# 안동시·안동군
안동시·안동군은 대한민국의 옛 국회의원 선거구이다. 당시 경상북도 안동시, 안동군 지역을 관할했다.

## 역사
1963년 1월, 안동군 안동읍이 안동시로 승격되었다. 또한 제6대 국회의원 국회의원 선거를 앞두고 선거구 개편이 일어나면서 안동시와 안동군이 하나의 선거구를 이루게 됨에 따라 신설되었다. 
제9대 국회의원 선거를 앞두고 의성군 선거구를 편입해 안동시·안동군·의성군 선거구를 이루게 됨에 따라 폐지되었다.

## 역대 국회의원
| 선거   | 정당 | 정당       | 의원   |
| ------ | ---- | ---------- | ------ |
| 1963년 |      | 민주공화당 | 권오훈 |
| 1967년 |      | 민주공화당 | 김대진 |
| 1971년 |      | 신민당     | 박해충 |

## 역대 선거 결과

### 대한민국 제6대 국회의원 선거
|  | 44.09% |

|  | 24.27% |

|  | 12.59% |

|  | 10.17% |

|  | 6.75% |

|  | 2.10% |

### 대한민국 제7대 국회의원 선거
|  | 52.84% |

|  | 36.88% |

|  | 4.40% |

|  | 3.22% |

|  | 2.64% |

|  | 0% |

### 대한민국 제8대 국회의원 선거
|  | 47.79% |

|  | 28.68% |

|  | 23.52% |